# Onciale 0104
- Papyrus
- Onciale
- Minuscules
- Lectionnaire

Le Codex 0104, portant le numéro de référence 0104 (Gregory-Aland), ε 44 (Soden), est un manuscrit du Nouveau Testament sur parchemin écrit en écriture grecque onciale.

## Description
Le codex se compose de 4 folios. Il est écrit en deux colonnes, de 36 lignes par colonne. Les dimensions du manuscrit sont 32 x 22 cm. Les experts datent ce manuscrit du VIe siècle,. 
C'est un manuscrit contenant le texte incomplet de l'Évangile selon Matthieu (23,7-22) et de l'Évangile selon Marc (13,34-14,25).
Le texte est divisé selon le κεφαλαια (chapitres), avec τιτλοι (titres).
C'est un palimpseste, le supérieur texte est Hébreu. 
Le texte du codex représenté type byzantin. Kurt Aland le classe en Catégorie V. 
Lieu de conservation
Le codex est conservé à la Bibliothèque nationale de France (Suppl. Gr. 726, ff. 1-5, 8-10), à Paris.